# Mi nombre es Lara
Mi nombre es Lara es una telenovela producida y transmitida por Televisión Nacional de Chile en el primer semestre de 1987. Con un guion original de la argentina Celia Alcántara, fue adaptada por Fernando Aragón y Arnaldo Madrid y dirigida por Ricardo Vicuña. 
Protagonizada por Elena Muñoz, Bastián Bodenhöfer y Sonia Viveros. Con las actuaciones estelares de Claudio Reyes, Francisca Castillo, Luz Jiménez y Eduardo Barril.  Cuenta con las actuaciones estelares de los primeros actores Silvia Piñeiro y Emilio Gaete.

## Argumento
Lara Fernández (Elena Muñoz) una joven de Maipú que vive junto a su madre viuda (Lucy Salgado). Su situación económica no es la mejor por lo que debe trabajar en el  club nocturno La Nuit. Allí, será descubierta por un productor de televisión, Pablo Mondetti (Bastián Bodenhofer) que la sacará del hostil ambiente nocturno. 
Lara llega al Canal 21 y se integra como bailarina en un espacio musical. Con el tiempo la relación laboral con Pablo pasará de la amistad al amor y más allá de los estudios de televisión. 
En el Canal 21 se está grabando una teleserie y la primera actriz ha sufrido un accidente que impedirá que continúe en el papel. Será entonces la gran oportunidad a Lara de reemplazarla. Pero no todo será tan fácil, porque Lara deberá enfrentar la envidia, los celos profesionales y las intrigas de los demás actores. 
"Mi nombre es Lara" no es sólo una historia de amor, muestra además el mundo que se mueve detrás de las cámaras de televisión. La teleserie refleja parte de esa vida de los actores, productores, libretistas, periodistas, directores y productores de programas y camarógrafos.

## Reparto
- Elena Muñoz como Lara Fernández
- Bastián Bodenhöfer como Pablo Mondetti
- Sonia Viveros como Alicia Padilla
- Francisca Castillo como Ana Velasco
- Claudio Reyes como Alfredo Gómez
- Osvaldo Silva como Eugenio Santillán
- Silvia Piñeiro como Florencia Valle
- Emilio Gaete como Agustín Benítez
- Luz Jiménez como Lucrecia Ferrer
- Eduardo Barril como Marcelo Castro
- Alex Zisis como Federico Diéguez
- María Izquierdo como Sofía Ventura
- Willy Semler como Álvaro Medina
- Lucy Salgado como Rosario Fernández
- Violeta Vidaurre como Aurora Gómez
- Paz Yrarrázaval como Carmen Mondetti
- Anita Klesky como Clara Velasco
- Óscar Hernández como José Velasco
- Carmen Disa Gutiérrez como Nieves
- Ramón Farías como Renato Vallejos
- Nancy Paulsen como Elsa
- Claudio Valenzuela como Raimundo Castro
- Myriam Palacios como Corina
- Teresita Reyes como María
- Carmen María Swinburn como Mabel Ortiz
- Margot Fuenzalida como Marga Montalbán
- Laura Pizarro como Graciela "Chela" Benítez
- Carlos Valenzuela como Rodolfo
- Pina Brandt como Mónica Gómez
- Andrés Rojas Murphy como Manhattan
- Nena Campbell como Mimí
- Raquel Pereira como Rosa
- Ricardo Vieyra como Hugo
- María Teresa Lértora como Vilma
- Paulina Silva como Teresa
- Melissa Vicuña como Olga Mondetti
- Javier Tapia como Daniel Mondetti

## Participaciones
- María Elena Gertner como Ana
- Sergio Madrid como Padre Humberto
- José Soza como Sr. Mondetti (voz)
- Marcela Osorio como Guadalupe "Lupita" Cárdenas
- Persio Donason como Carlos "Carloncho", actor del Canal 21 UHF
- Patricia Pardo como Maquilladora de Night Club La Nuit
- Loreto Hurtado como Primera actriz que protagonizaría la telenovela de Lara
- Álvaro Pacull como Renato, Primer actor que protagonizaría la telenovela de Lara
- Sonia Fuchs como Chepa Valdés
- Consuelo Holzapfel como Blanca Rivas
- Ricardo Vicuña como él mismo
- Cecilia Cucurella como Pitita Ossa Tagle
- Rubén Darío Guevara como Embajador Ramón Benítez

## Versiones
- Mi nombre es Lara (1983), una producción de Canal 9 de Argentina, fue protagonizada por María de los Ángeles Medrano y Mario Pasik.